# Эйзенамская форель
Эйзенамская форель, или эзенамская форель (лат. Salmo trutta ezenami) — подвид лососёвых рыб вида кумжа, рода настоящие лососи. Узкоареальный эндемик. Некоторые авторы выделяют эйзенамскую форель в отдельный вид.
Обитает в самом большом и глубоком озере Северного Кавказа — озере Кезенойам, которое расположено на высоте 1850 метров над уровнем моря на западных склонах Андийского хребта на границе между Дагестаном и Чечнёй.
Это озеро также называют Эйзенам (чечен. Эйзен Iам), откуда и название вида.
Эйзенамская форель представлена двумя формами — мелкой (масса 200—350 г, длина 16—26 см) и крупной (масса более 1 кг, длина 38—117 см). Нерестится в самом озере, в местах выхода родниковых вод. Нерест растянутый, длится в течение большей части года. Основной объект питания — пескарь и молодь рыб для крупных особей и различные беспозвоночные для мелких.
Масса наибольшего экземпляра, исследованного специалистами — 17 кг при длине 113 см, его возраст был 12 лет.
Численность эйзенамской форели всегда была невелика по причине того, что естественный ареал вида ограничен всего одним озером (площадь 2 км², средняя глубина 72 метра).
Озеро Кезенойам активно осваивается человеком, кроме того, в начале 1970-х в озеро был интродуцирован голавль, который стал поедать молодь форели. В результате популяция эйзенамской форели стала сокращаться.
В 1963 году эйзенамская форель искусственно заселена в озеро Мочох в Дагестане, которое образовалось в результате обвала в том же 1963 году.